# Fußballnationalmannschaft von Nordmazedonien (U-17-Junioren)
Die Fußballnationalmannschaft von Nordmazedonien ist die U-17-Fußballmannschaft der Republik Nordmazedonien und wird vom Fußballverband Fudbalska Federacija na Makedonija betreut. Derzeitiger Trainer ist Dragi Kanatlarovski.

## Wettkampfbilanz

### FIFA U-17-Weltmeisterschaft
| Jahr   | Runde                | Sp.                  | S                    | U 1                  | N                    | ET                   | GT                   |
| ------ | -------------------- | -------------------- | -------------------- | -------------------- | -------------------- | -------------------- | -------------------- |
| 1985   | Teil von Jugoslawien | Teil von Jugoslawien | Teil von Jugoslawien | Teil von Jugoslawien | Teil von Jugoslawien | Teil von Jugoslawien | Teil von Jugoslawien |
| 1987   | Teil von Jugoslawien | Teil von Jugoslawien | Teil von Jugoslawien | Teil von Jugoslawien | Teil von Jugoslawien | Teil von Jugoslawien | Teil von Jugoslawien |
| 1989   | Teil von Jugoslawien | Teil von Jugoslawien | Teil von Jugoslawien | Teil von Jugoslawien | Teil von Jugoslawien | Teil von Jugoslawien | Teil von Jugoslawien |
| 1991   | Teil von Jugoslawien | Teil von Jugoslawien | Teil von Jugoslawien | Teil von Jugoslawien | Teil von Jugoslawien | Teil von Jugoslawien | Teil von Jugoslawien |
| 1993   | Teil von Jugoslawien | Teil von Jugoslawien | Teil von Jugoslawien | Teil von Jugoslawien | Teil von Jugoslawien | Teil von Jugoslawien | Teil von Jugoslawien |
| 1995   | nicht qualifiziert   | nicht qualifiziert   | nicht qualifiziert   | nicht qualifiziert   | nicht qualifiziert   | nicht qualifiziert   | nicht qualifiziert   |
| 1997   | nicht qualifiziert   | nicht qualifiziert   | nicht qualifiziert   | nicht qualifiziert   | nicht qualifiziert   | nicht qualifiziert   | nicht qualifiziert   |
| 1999   | nicht qualifiziert   | nicht qualifiziert   | nicht qualifiziert   | nicht qualifiziert   | nicht qualifiziert   | nicht qualifiziert   | nicht qualifiziert   |
| 2001   | nicht qualifiziert   | nicht qualifiziert   | nicht qualifiziert   | nicht qualifiziert   | nicht qualifiziert   | nicht qualifiziert   | nicht qualifiziert   |
| 2003   | nicht qualifiziert   | nicht qualifiziert   | nicht qualifiziert   | nicht qualifiziert   | nicht qualifiziert   | nicht qualifiziert   | nicht qualifiziert   |
| 2005   | nicht qualifiziert   | nicht qualifiziert   | nicht qualifiziert   | nicht qualifiziert   | nicht qualifiziert   | nicht qualifiziert   | nicht qualifiziert   |
| 2007   | nicht qualifiziert   | nicht qualifiziert   | nicht qualifiziert   | nicht qualifiziert   | nicht qualifiziert   | nicht qualifiziert   | nicht qualifiziert   |
| 2009   | nicht qualifiziert   | nicht qualifiziert   | nicht qualifiziert   | nicht qualifiziert   | nicht qualifiziert   | nicht qualifiziert   | nicht qualifiziert   |
| 2011   | nicht qualifiziert   | nicht qualifiziert   | nicht qualifiziert   | nicht qualifiziert   | nicht qualifiziert   | nicht qualifiziert   | nicht qualifiziert   |
| 2013   | nicht qualifiziert   | nicht qualifiziert   | nicht qualifiziert   | nicht qualifiziert   | nicht qualifiziert   | nicht qualifiziert   | nicht qualifiziert   |
| 2015   | nicht qualifiziert   | nicht qualifiziert   | nicht qualifiziert   | nicht qualifiziert   | nicht qualifiziert   | nicht qualifiziert   | nicht qualifiziert   |
| 2017   | nicht qualifiziert   | nicht qualifiziert   | nicht qualifiziert   | nicht qualifiziert   | nicht qualifiziert   | nicht qualifiziert   | nicht qualifiziert   |
| 2019   | nicht qualifiziert   | nicht qualifiziert   | nicht qualifiziert   | nicht qualifiziert   | nicht qualifiziert   | nicht qualifiziert   | nicht qualifiziert   |
| 2021   | abgesagt             | abgesagt             | abgesagt             | abgesagt             | abgesagt             | abgesagt             | abgesagt             |
| 2023   | nicht qualifiziert   | nicht qualifiziert   | nicht qualifiziert   | nicht qualifiziert   | nicht qualifiziert   | nicht qualifiziert   | nicht qualifiziert   |
| 2025   | Wird noch festgelegt | Wird noch festgelegt | Wird noch festgelegt | Wird noch festgelegt | Wird noch festgelegt | Wird noch festgelegt | Wird noch festgelegt |
| Gesamt | 0/20                 | 0                    | 0                    | 0                    | 0                    | 0                    | 0                    |

### UEFA U-17-Europameisterschaft
| Jahr   | Runde                            | Sp.                              | S                                | U 1                              | N                                | ET                               | GT                               |
| ------ | -------------------------------- | -------------------------------- | -------------------------------- | -------------------------------- | -------------------------------- | -------------------------------- | -------------------------------- |
| 2002   | nicht qualifiziert               | nicht qualifiziert               | nicht qualifiziert               | nicht qualifiziert               | nicht qualifiziert               | nicht qualifiziert               | nicht qualifiziert               |
| 2003   | nicht qualifiziert               | nicht qualifiziert               | nicht qualifiziert               | nicht qualifiziert               | nicht qualifiziert               | nicht qualifiziert               | nicht qualifiziert               |
| 2004   | nicht qualifiziert               | nicht qualifiziert               | nicht qualifiziert               | nicht qualifiziert               | nicht qualifiziert               | nicht qualifiziert               | nicht qualifiziert               |
| 2005   | nicht qualifiziert               | nicht qualifiziert               | nicht qualifiziert               | nicht qualifiziert               | nicht qualifiziert               | nicht qualifiziert               | nicht qualifiziert               |
| 2006   | nicht qualifiziert               | nicht qualifiziert               | nicht qualifiziert               | nicht qualifiziert               | nicht qualifiziert               | nicht qualifiziert               | nicht qualifiziert               |
| 2007   | nicht qualifiziert               | nicht qualifiziert               | nicht qualifiziert               | nicht qualifiziert               | nicht qualifiziert               | nicht qualifiziert               | nicht qualifiziert               |
| 2008   | nicht qualifiziert               | nicht qualifiziert               | nicht qualifiziert               | nicht qualifiziert               | nicht qualifiziert               | nicht qualifiziert               | nicht qualifiziert               |
| 2009   | nicht qualifiziert               | nicht qualifiziert               | nicht qualifiziert               | nicht qualifiziert               | nicht qualifiziert               | nicht qualifiziert               | nicht qualifiziert               |
| 2010   | nicht qualifiziert               | nicht qualifiziert               | nicht qualifiziert               | nicht qualifiziert               | nicht qualifiziert               | nicht qualifiziert               | nicht qualifiziert               |
| 2011   | nicht qualifiziert               | nicht qualifiziert               | nicht qualifiziert               | nicht qualifiziert               | nicht qualifiziert               | nicht qualifiziert               | nicht qualifiziert               |
| 2012   | nicht qualifiziert               | nicht qualifiziert               | nicht qualifiziert               | nicht qualifiziert               | nicht qualifiziert               | nicht qualifiziert               | nicht qualifiziert               |
| 2013   | nicht qualifiziert               | nicht qualifiziert               | nicht qualifiziert               | nicht qualifiziert               | nicht qualifiziert               | nicht qualifiziert               | nicht qualifiziert               |
| 2014   | nicht qualifiziert               | nicht qualifiziert               | nicht qualifiziert               | nicht qualifiziert               | nicht qualifiziert               | nicht qualifiziert               | nicht qualifiziert               |
| 2015   | nicht qualifiziert               | nicht qualifiziert               | nicht qualifiziert               | nicht qualifiziert               | nicht qualifiziert               | nicht qualifiziert               | nicht qualifiziert               |
| 2016   | nicht qualifiziert               | nicht qualifiziert               | nicht qualifiziert               | nicht qualifiziert               | nicht qualifiziert               | nicht qualifiziert               | nicht qualifiziert               |
| 2017   | nicht qualifiziert               | nicht qualifiziert               | nicht qualifiziert               | nicht qualifiziert               | nicht qualifiziert               | nicht qualifiziert               | nicht qualifiziert               |
| 2018   | nicht qualifiziert               | nicht qualifiziert               | nicht qualifiziert               | nicht qualifiziert               | nicht qualifiziert               | nicht qualifiziert               | nicht qualifiziert               |
| 2019   | nicht qualifiziert               | nicht qualifiziert               | nicht qualifiziert               | nicht qualifiziert               | nicht qualifiziert               | nicht qualifiziert               | nicht qualifiziert               |
| 2020   | Wegen COVID-19-Pandemie abgesagt | Wegen COVID-19-Pandemie abgesagt | Wegen COVID-19-Pandemie abgesagt | Wegen COVID-19-Pandemie abgesagt | Wegen COVID-19-Pandemie abgesagt | Wegen COVID-19-Pandemie abgesagt | Wegen COVID-19-Pandemie abgesagt |
| 2021   | Wegen COVID-19-Pandemie abgesagt | Wegen COVID-19-Pandemie abgesagt | Wegen COVID-19-Pandemie abgesagt | Wegen COVID-19-Pandemie abgesagt | Wegen COVID-19-Pandemie abgesagt | Wegen COVID-19-Pandemie abgesagt | Wegen COVID-19-Pandemie abgesagt |
| 2022   | nicht qualifiziert               | nicht qualifiziert               | nicht qualifiziert               | nicht qualifiziert               | nicht qualifiziert               | nicht qualifiziert               | nicht qualifiziert               |
| 2023   | nicht qualifiziert               | nicht qualifiziert               | nicht qualifiziert               | nicht qualifiziert               | nicht qualifiziert               | nicht qualifiziert               | nicht qualifiziert               |
| 2024   | Wird noch festgelegt             | Wird noch festgelegt             | Wird noch festgelegt             | Wird noch festgelegt             | Wird noch festgelegt             | Wird noch festgelegt             | Wird noch festgelegt             |
| Gesamt | 0/20                             | 0                                | 0                                | 0                                | 0                                | 0                                | 0                                |